# ملك طالش
ملك طالش هي قرية في مقاطعة ورزقان، إيران. عدد سكان هذه القرية هو 231 في سنة 2006.